# ویلیام منسفیلد بوفوم

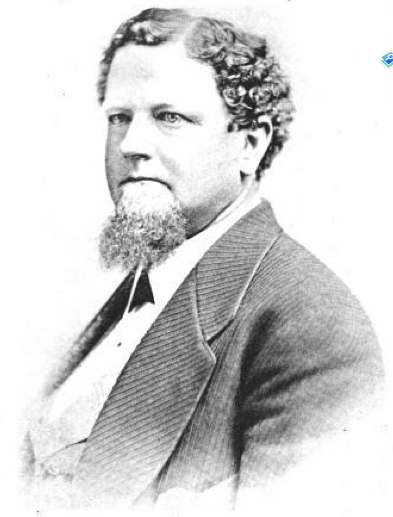
ویلیام منسفیلد بوفوم

ویلیام منسفیلد بوفوم (William Mansfield Buffum)‏ (۱۰ مه ۱۸۳۲ – ۱۸۳۲ ژوئن ۱۹۰۵)، بازرگان، سرمایه‌گذار و سیاستمدار کالیفرنیا و آریزونا بود.

## اوایل سال‌های زندگی و خانواده
بوفوم پسر جیمز رایس و سوسن (منسفیلد) بوفوم در ۱۰ مه ۱۸۳۲ در شهر سیلم ایالت ماساچوست متولد شد. بوفوم آموزش ابتدائی را در مدارس دولتی سیلم فرا گرفت. او تا پانزده سالگی در شهر سیلم ماند. پدر بوفوم در شهر سیلم به کسب و کار نشر و انتشارات مصروف بود. ناتانیل هاوثورن، دوست شخصی و همکار بوفوم بود.

## حرفه
جورج برادر بوفوم در سال ۱۸۵۰ توسط رئیس‌جمهور زکری تیلور، مدیر اداره پست استوکتون ایالت کالیفرنیا منصوب شد. استاکون در آن‌زمان یکی از مراکز منبع درآمد سرشار کشور بود. جورج بی‌درنگ پس از انتصابش در این سمت، از برادرش خواست تا در ادارهٔ پُست وی را کمک نماید و بوفوم در ماه مه سال ۱۸۵۰ از مسیر باریکهٔ پاناما، از نیویورک سیتی به سان فرانسیسکو رفت. بوفوم پس از ورود به کالیفرنیا فوراً به استاکتون رفت و در آنجا به برادرش در معرفی سیستم پُستی کمک کرد. با هجوم هزاران نفر در نواحی زرخیز و شیوه‌های نقل و انتقالات پُستی که کاملاً متکی به شرکت پونی اکسپرس و مسیر طولانی از شرق از طریق دریاها بود، مشکلاتی که گریبان‌گیر برادران بوفوم بود را چند برابر ساخت چنان‌چه که فکر هردو را از جستجوی طلا که همه مردم به دنبال آن بودند، منحرف ساخت. با این وجود، در کوتاه مدت بالاخره حرص زرجویی وارد رگ‌های بوفوم جوان شد و در یک سفر کاوشی به کالاورا با یک گروه همراه شد. در آنجا به یک مدتی به معدن‌کاری پرداخت اما موفق به دریافت طلا نشد.
بوفوم در سال ۱۸۵۹ دوباره به لس آنجلس رفت و در آنجا نمایندهٔ مهم‌ترین کارخانهٔ تقطیر در غرب شد. در سال ۱۸۷۱ پس از این‌که قلمروی آریزونا برای نخستین بار افتتاح شد، بوفوم از نخستین کسانی بود که به عنوان بازرگان به کسب و کار در آن آغاز کرد. بوفوم با وجود آن‌که پس از آن چندین سال در لس آنجلس ماند اما شرکتی را تحت نام کمبل و بوفوم با جان جی. کمبل ایجاد کرد. این شرکت به مهم‌ترین شرکت بازاریابی در قلمرو تبدیل شد و هر دو عضو آن نقش مهمی در تاریخ تکوینی قلمرو بازی نمودند.
در موقعی که بوفوم به آریزونا رفت، ارتشبد جورج کروک رئیس پُست نظامی پرسکات بود و شرکت کمبل و بوفوم در این‌جا فروشگاه خود را باز کرد. بوفوم در سال ۱۸۷۳ به پرسکات رفت تا با شریک خود در بازرگانی که تا آن موقع ابعاد گستردهٔ به خود گرفته بود، بپیوندد. بوفوم در پرسکات به یکی از مهم‌ترین افراد منطقه تبدیل شد و به‌خاطر ثبات و غیرت شهرت کسب نمود. بوفوم به‌عنوان یک شهروند دارای روحیهٔ اجتماعی، در امور شهر و قلمرو به شکل برجسته سهم می‌گرفت. بوفوم با ال پی. کلارک و ارتشبد موز شرمن سازندگان سیستم حمل و نقل پاسادینا و لس آنجلس، در ارتباط بود. بوفوم عضو نخستین مجلس قانون‌گذاری سرزمینی آریزونا بود. همکار بوفوم در آنجا توماس فیچ بود. بوفوم در بعدها هیئت امنای مدرسهٔ پرسکات شد و زمانی‌که شرمن برای افتتاح سیستم مدرسه به آنجا دعوت شده بود، رئیس آن مدرسه بود. در سال ۱۸۷۷ توسط ارتشبد فریمونت، عضو کمیسیون زندان ایالتی منصوب شد و در این سمت همکاری ارزندهٔ در بررسی اختلاسی که به سیاست دولت راه یافته بود، انجام داد. بوفوم تا اوایل دههٔ ۱۸۸۰ در پرسکارت مشغول بازرگانی بود. در جریان حرفه‌اش در آنجا به معادن آریزونا ویردی علاقه‌مند شد، این معدن بعدها به یکی از مشهورترین دارایی مس در جهان تبدیل شد. بوفوم برای چندین سال همراه با فردریک آگوستوس تریتل مالک این معدن بود.
بوفوم در سال ۱۸۸۹ بازرگانی خود در آریزونا را ترک کرد و به لس آنجلس برگشت و در آنجا با شرمن و کلارک که در آن‌زمان عهده‌دار تأمین مالی و پیشبرد سیستم‌های خط آهن خیابانی در پاسادانا و لس آنجلس بودند، همراه شد. وی خزانه‌دار شرکت خط آهن اقیانوس آرام، لس آنجلس شد و در وظایف دشواری که این پروژه‌ها در وضعیت سازمانی با آن مواجه بودند، سهم گرفت. بوفوم به‌عنوان خزانه‌دار و تحصیل‌دار مبالغ، مبالغ زیادی پول را مدیریت کرد. برای مدت بیست سال با شرمن و کلارک بود و در همان زمان به کسب و کار املاک و مستغلات و در کل سرمایه‌گذاری روی حساب شخصی خود ادامه داد. در مواقع مختلف مالک بزرگترین و مهم‌ترین قطعات املاک و مستغلات در منطقهٔ لاس آنجلس بود. پس از جداسازای اموال معبد قدیمی، وی یکی از بزرگترین خریدارانی بود که سرمایه‌گذاری هنگفتی در املاک نمود که بعدها قیمت آن بالا رفت و سودهای گزافی را نصیب خریداران بعدی ساخت. بوفوم یکی از خوشبین‌ترین افرادی بود که به آیندهٔ لس آنجلس باور داشت. ساختمان چهار ضلعی که اکنون فروشگاه کالاهای خشک کولتر (در بلوار ویلشریک ۵۶۰۰) در آن قرار دارد، زمانی از بوفوم بود. بوفوم همچنین در زمان‌های مختلف مالک حواشی خیابان‌های فرانکلین و نیوهای، حواشی برادوی و اسپرینگ و ساختمان چهار ضلعی بالای خیابان تویلفت میان جاده‌های هیل و اولف لس آنجلس بود. در خیابان‌های جفرسون و مِین ۴۰ جریب زمین داشت.

## زندگی شخصی
بوفوم در سال ۱۸۶۴ در لس آنجلس کالیفرنیا با ربکا اوانس اهل اسمیتفیلد شهرستان فایت ایالت پنسیلوانیا ازدواج نمود. آنها دو پسر داشتند، یکی آن‌ها اسا منسفیلد نام داشت و پسر دیگر آن‌ها در طفولیت فوت نموده بود. ربکا از نوادگان برون‌فیلدهای پنسیلوانیا بود که پادشاه جورج سوم اراضی وسیعی را در ایالت برای شان اعطا نمود که پس از آن به‌نام شهرک جورج‌تاون مشهور شد. بوفوم در زندگیش عضو برجستهٔ طاق سلطنتی فراماسونری و عضو انجمن کالیفرنیا بود. بوفوم در ۱۲ ژوئن سال ۱۹۰۵ فوت نمود و توسط فرمان فراماسونری به خاک سپرده شد. از بوفوم بیوه‌اش به‌نام ربکا ایوانس بوفوم به یادگار ماند.

## کتابشناسی
- Press Reference Library (1915). Being the Portraits and Biographies of the Progressive Men of the West (Public domain ed.). International News Service.